# 幌内線
幌内線（ほろないせん）は、日本国有鉄道（国鉄）、及び北海道旅客鉄道（JR北海道）が運営していた鉄道路線（地方交通線）。北海道（空知支庁管内、現在の空知総合振興局）岩見沢市の岩見沢駅で函館本線から分岐し三笠市の幾春別駅に至る本線と、同市の三笠駅から分岐し幌内駅に至る貨物支線から成り立っていた。国鉄再建法の施行により第2次特定地方交通線に指定され、1987年（昭和62年）7月12日限りで全線廃止となった。

## 路線データ（廃止時）
歴史的な経緯から、もともとは岩見沢駅 - 幌内駅間が本線、三笠駅 - 幾春別駅間が支線であったが、三笠駅 - 幌内駅間の旅客輸送を廃止した際に同区間を貨物支線としたため、廃止時点では岩見沢駅 - 幾春別駅間が本線、三笠駅 - 幌内駅間が貨物支線であった。
- 管轄・区間（営業キロ）：
  - 北海道旅客鉄道（第一種鉄道事業者）
    1. 岩見沢駅 - 幾春別駅間 18.1km[4][1]
    2. 三笠駅 - 幌内駅間 2.7km（支線）[4][1]

  - 日本貨物鉄道（第二種鉄道事業者）
    1. 岩見沢 - 三笠 - 幌内 13.6km
- 軌間：1,067 mm（狭軌）
- 全線単線
- 電化方式：全線非電化
- 閉塞方式：タブレット閉塞式（末期の三笠駅 - 幌内駅間は票券閉塞式）
  - 交換可能駅：1（三笠）

## 歴史
1882年に官営幌内鉄道により開業した、道内で最も古い鉄道路線（手宮 - 札幌 - 幌内 …後の手宮線（廃止）、函館本線、幌内線）の一部である。幌内炭鉱をはじめとした沿線の炭鉱から産出される石炭の積み出しのため、小樽や苫小牧、室蘭といった港湾に結ばれていた。1889年に北海道炭礦鉄道に譲渡された後、鉄道国有法により1906年に国有化され、幌内線となった。以来、運炭輸送に当たってきたが、炭鉱の衰退に伴って客貨とも輸送量が減少し、廃止対象となった。なお、1979年度の営業係数は718であった。
1980年の国鉄再建法施行により、1984年に第2次特定地方交通線に指定され、1987年に日本国有鉄道（国鉄）から北海道旅客鉄道に承継された後、同年7月に廃止、バス路線に転換された。特定地方交通線であり、暫定的なJR移管であったとはいえ、JR移行後、最初に廃止されたJRの路線となった。
旧幌内駅構内及び三笠駅構内は、幌内線をはじめとする北海道の鉄道の歴史を後世に伝えるため、三笠鉄道村（三笠鉄道記念館・クロフォード公園）として活用されている。

### 年表
- 1882年（明治15年）11月13日：官営幌内鉄道が（札幌 - 幌向 - ） 幌内太 - 幌内 (9M32C) を本開業（旅客営業は幌内太までの7M06C）。幌内太駅・（貨）幌内駅を新設。
- 1883年（明治16年）2月2日：幌内太 - 幌内間の旅客営業を開始。幌内駅を貨物駅から一般駅に改める。
- 1884年（明治17年）8月15日：岩見沢駅を新設。
- 1888年（明治21年）12月10日：幌内太 - 郁春別間を延伸開業。郁春別駅を新設。
- 1889年（明治22年）
  - 5月28日：郁春別駅を幾春別駅に改称。
  - 12月11日：官営幌内鉄道が北海道炭礦鉄道に営業譲渡。
- 1906年（明治39年）10月1日：岩見沢 - 幌内間、幌内太 - 幾春別間を買収、国有化。
- 1909年（明治42年）10月12日：国有鉄道線路名称制定により幌内線となる。
- 1913年（大正2年）9月11日：萱野駅を新設。
- 1929年（昭和4年）12月15日：（貨）唐松駅を新設。
- 1930年（昭和5年）8月1日：唐松駅を貨物駅から一般駅に改める。
- 1944年（昭和19年）4月1日：幌内太駅を三笠駅に改称。
- 1948年（昭和23年）1月25日：弥生仮乗降場を新設。
- 1950年（昭和25年）1月20日：住吉仮乗降場を新設。
- 1951年（昭和26年）
  - 2月14日以前：住吉駅を幌内住吉駅に改称。
  - 12月20日：弥生仮乗降場を駅に改める。
- 1958年（昭和33年）8月5日：幌内住吉仮乗降場を駅に改める。
- 1972年（昭和47年）11月1日：次のように変更[1]。
  - 三笠 - 幌内間の旅客営業を廃止。
  - 幌内住吉駅を廃止。幌内駅を一般駅から貨物駅に改める。
  - 線路名称上の幌内線を改訂し、岩見沢駅 - 幾春別駅間が本線、三笠駅 - 幌内駅間は貨物支線となる[1]。
- 1980年（昭和55年）10月1日：栄町仮乗降場を新設。
- 1981年（昭和56年）5月25日：三笠 - 幾春別間の貨物営業を廃止[5]。
- 1984年（昭和59年）6月22日：第2次特定地方交通線として廃止承認。
- 1987年（昭和62年）
  - 4月1日：国鉄分割民営化に伴い、北海道旅客鉄道（第1種）、日本貨物鉄道（第2種）が承継。栄町仮乗降場を駅に改める。
  - 6月19日：貨物列車の運行終了[6]。
  - 7月13日： 全線 (20.8km) を廃止し[4][2]、北海道中央バスに転換。
- 2005年（平成17年）12月1日：代替バスの北海道中央バス岩桂線廃止。三笠市営バス萱野線ほか代替路線運行開始。北海道中央バス「高速みかさ号」が「萱野」での乗降扱い開始。
- 2009年（平成21年）6月1日：代替バスの代替路線に当たる、三笠市営バス萱野線廃止。

## 駅一覧
所在地は廃止時点のもの。全駅北海道（空知管内）に所在。

### 本線
三笠駅 - 幾春別駅間は1972年（昭和47年）まで支線扱い。栄町駅は元仮乗降場であり、廃止時まで営業キロが設定されていなかった。
| 駅名     | 駅間キロ | 営業キロ | 接続路線                           | 所在地   |
| -------- | -------- | -------- | ---------------------------------- | -------- |
| 岩見沢駅 | -        | 0.0      | 北海道旅客鉄道：函館本線、室蘭本線 | 岩見沢市 |
| 栄町駅   | -        | (4.0)    |                                    | 岩見沢市 |
| 萱野駅   | 6.3      | 6.3      |                                    | 三笠市   |
| 三笠駅   | 4.6      | 10.9     | 北海道旅客鉄道：幌内線（支線）     | 三笠市   |
| 唐松駅   | 3.9      | 14.8     |                                    | 三笠市   |
| 弥生駅   | 2.0      | 16.8     |                                    | 三笠市   |
| 幾春別駅 | 1.3      | 18.1     |                                    | 三笠市   |

### 貨物支線
1972年（昭和47年）まで本線の一部であったが、旅客扱い終了時に貨物支線となった。
| 駅名         | 駅間キロ | 営業キロ | 接続路線・備考                 | 所在地 |
| ------------ | -------- | -------- | ------------------------------ | ------ |
| 三笠駅       | -        | 0.0      | 北海道旅客鉄道：幌内線（本線） | 三笠市 |
| 幌内住吉駅   | 1.2      | 1.2      | 1972年11月1日廃止              | 三笠市 |
| （貨）幌内駅 | 1.5      | 2.7      |                                | 三笠市 |

## 鉄道代替バス
全線廃止後は北海道中央バス（岩見沢営業所）に転換された。大部分は既存バス路線の拡充で賄われ、内容は新東町線の栄町駅付近への経路延長、幾春別線（後に三笠線に改称、岩見沢ターミナル - 三笠入口 - 三笠ターミナル - 幾春別町）の岩見沢駅前乗り入れと最終バス繰り下げ増便である。しかしこの2路線の経路から外れる萱野駅周辺については、鉄道路線の経路に近い岩見沢・桂沢線（後に岩桂線に改称、岩見沢駅前 - 岩見沢ターミナル - 三笠入口 - 萱野 - 三笠駅前 - 三笠ターミナル）の新設でカバーした。
なお、幌内支線は廃止時には既に貨物列車のみの運行だった事もあり、既存の三笠・幌内線（三笠ターミナル - 三笠駅前 - 幌内中央町）が引き続き運行された。（増便などの特別な措置なし）
その後利用の伸び悩みから減便が続き、北海道中央バスは2005年12月1日に三笠・幌内線（幌内支線の代替路線）および岩桂線から撤退した。これらの区間は三笠市営バスに移管され、幌内線（三笠 - 幌内）および萱野線（三笠 - 萱野 - 岡山）の運行を開始した。また岩見沢 - 萱野については、北海道中央バスが「高速みかさ号」をそれまで素通りしていた萱野に停車させることで代替とした。
その後、2009年6月1日で三笠市営バス萱野線が廃止されたため、現在は三笠 - 萱野も「高速みかさ号」が事実上の代替路線となっている。

### 【22】【23】三笠線
転換前から需要が旺盛な路線だった事もあり、代替バスの中では最も便数が多い。しかしながら長引く人口減や自家用車の普及もあり、便数の削減が続いている。
- 1970年代 - 鉄道廃止時 - 2003年4月改正：日中20分間隔（鉄道廃止以降、2往復を岩見沢駅前に乗り入れ）
  - 1993年12月改正：鉄道廃止時に繰り下げられた最終バスを減便し繰り上げ
  - 1993年4月改正：幾春別線から三笠線へ改称
  - 1996年4月改正：岩見沢ターミナルが岩見沢駅前に新築移転、全便が駅前の新ターミナル発着となる
- 2003年12月改正：日中20分間隔（平日）、30分間隔（休日）
- 2004年4月改正：日中30分間隔
- 2006年12月改正：日中30分間隔（平日）、40分間隔（休日）

これ以降も小規模な減便が続いている。
- 2017年10月改正：岩見沢市内のバス路線再編に合わせて途中経路を一部変更し、系統番号【22】【23】を付与。

### 幌内線
三笠線と同じく転換前から存在する路線がそのまま代替バスの役目を担っている。かつては三笠線に匹敵する便数だったが、減便が著しく、現在は栄町線（後述の日の出台・栄町循環線の前身）よりも少なくなっている。また運行事業者も北海道中央バスから三笠市営バスへと移管された。
- 1970年代 - 幌内支線旅客営業廃止時 - 1974年12月改正：日中15分間隔
- 1975年5月改正 - 1984年12月改正：日中15 - 20分間隔
- 1985年4月改正 - 全線廃止時 - 1991年12月改正まで：日中20分間隔（北海道中央バス　三笠・幌内線）
- 1992年4月改正：日中30分間隔
- 1995年12月改正：日中30分間隔（平日）、45分間隔（休日）
- 1999年4月改正：日中45分間隔
- 2005年12月1日：北海道中央バスから三笠市営バスに移管。これに伴い三笠・幌内線から幌内線へ改称。
- 2014年11月改正：平日10.5往復（概ね1時間 - 1時間30分間隔）、休日9.5往復（概ね1時間30分 - 2時間間隔）
- 2024年4月改正：平日10往復（概ね1時間 - 1時間30分間隔）、休日7往復（概ね1時間30分 - 2時間30分間隔）

### 【3】【4】日の出台・栄町循環線
他の廃止代替バスに比べて減便は緩やかである。路線バス空白地帯を取り込む経路変更や線路跡での宅地造成によって、利用者の減少がある程度相殺されたと考えられる。また2017年には旧来の市内路線と統合された事で、単純な便数だけで見れば旧栄町駅付近への乗り入れは約1.5倍に増加している。
- 1987年
  - 7月12日まで：新東町線（岩見沢駅前 - 新東町入口 - 新東町団地）1日13往復
  - 7月13日：鉄道廃止。新設の「栄町」バス停まで路線を延長し、栄町線（岩見沢駅前 - 新東町入口 - 新東町団地 - 栄町）へ改称。1日20往復。
  - 9月13日：旧駅付近の道路整備により2ヶ所の停留所（さかえ公園、3条東18丁目）を新設し、東町・栄町地区を一方通行とする片回りの循環運転を開始。循環便が19便、東町1条6丁目→岩見沢駅前が朝1便、岩見沢駅前→3条東18丁目が夜1便。（1日20往復相当）
    - 経路：岩見沢駅前→新東町入口→※東町1条6丁目→※新東町団地→※栄町→※さかえ公園→※3条東18丁目→新東町入口→岩見沢駅前（※：一方通行の停留所）
- 1996年4月改正：バスターミナルの岩見沢駅前移転により、乗り場を駅舎正面からターミナル構内へ移設。
- 1999年
  - 4月改正：減便（1日19往復相当）
  - 12月改正：休日ダイヤを設定（時刻のみ変更、便数は据え置き）
- 2001年4月改正：休日のみ減便（平日19往復相当・休日17往復相当）

これ以降、2017年10月まで時刻と経路の変更のみで便数に増減のない時期が続く。
- 2003年4月改正：途中経路を変更。これに伴い東町1条6丁目発は新東町入口発に、3条東18丁目着はさかえ公園着に変更。
  - 経路：岩見沢ターミナル→（経路変更）→3条東18丁目→※新東町入口→※東町1条6丁目→※新東町団地→※栄町→※さかえ公園→3条東18丁目→（経路変更）→岩見沢ターミナル（※：一方通行の停留所）
- 2016年1月8日 - 2月26日：金曜日のみ岩見沢ターミナル→さかえ公園を1便増やし、最終バスを約1時間繰り下げる試験運行を実施。（実施日は19.5往復相当）
- 2017年10月改正：岩見沢市内のバス路線再編により栄町線と旧来の市内線の一つである日の出台線が統合され、【3】【4】日の出台・栄町循環線に改編。これまでの片回り循環から両回りの循環運転となる。【3】【4】を合わせて循環便が平日14＋18便・休日12＋13便、5条東18丁目→栄町→岩見沢ターミナルが毎朝1便[8]。
  - 経路：【3】→　岩見沢ターミナル - （旧・日の出台線に準じる） - 日の出台 - 栄町 - （開設初期の栄町線に準じる） - 岩見沢ターミナル　←【4】